# Izomer
Izomeri so v kemiji snovi z enako molekulsko formulo in različno strukturno formulo. Procesu pretvorbe enega izomera v drugega pravimo izomerizacija.

## Vrste izomerij

### Verižna izomerija
Verižna izomera sta spojini, ki imata enako molekulsko formulo, a drugačno razvejanost.
Primer:
| IUPAC ime          | butan | 2-metilpropan |
| Strukturna formula |       |               |

### Položajna izomerija
Položajni izomeri se med seboj razlikujejo v položaju, bodisi funkcionalne skupine, bodisi neke elementa (npr. klora), bodisi dvojne ali trojne vezi.
Primera:
| IUPAC ime        | butan-1-ol | butan-2-ol |
| Skeletna formula |            |            |

| IUPAC ime        | pent-1-en | pent-2-en |
| Skeletna formula |           |           |

### Funkcionalna  izomerija
Funkcionalni izomeri imajo enako molekulsko formulo, toda drugačno funkcionalno skupino. Prav funkcionalni izomeri se med samo, tako kemijsko kot fizikalni, najbolj razlikujejo, saj prav funkcionalna skupina najbolj določa lastnost spojine.
Primeri:
| IUPAC ime        | butan-1-ol | dietil eter |
| Skeletna formula |            |             |

| IUPAC ime        | butanojska kislina | metilpropanoat |
| Skeletna formula |                    |                |

| IUPAC ime        | pent-1-en | ciklopentan |
| Skeletna formula |           |             |

### Geometrijska  izomerija
O geometrijski izomeriji govorimo takrat, ko se lahko atomi ali skupine atomov znajdejo v različni prostorski razporeditvi.
Primer:
| IUPAC ime        | cis-1,2-diklorocikloheksan | trans-1,2-diklorocikloheksan |
| Skeletna formula |                            |                              |

### Optična izomerija
O optični izomeriji govorimo, ko imata molekuli enako strukturno formulo, toda ena molekula je kot zrcalna slika druge in ju ni mogoče prekriti - to sta enantiomeri oz. optični izomeri.
Primer:
| IUPAC ime        | D-glukoza | L-glukoza |
| Skeletna formula |           |           |